# 想花
「想花」（おもいばな）は、Kis-My-Ft2の30作目のシングル。2022年12月14日にMENT RECORDINGから発売。

## 概要
表題曲は、メンバーの玉森裕太が主演を務める日本テレビ系土曜ドラマ『祈りのカルテ 研修医の謎解き診察記録』の主題歌、カップリング曲「Rebirth Stage」はメンバーの千賀健永が出演するテレビ東京系ドラマParavi『夫婦円満レシピ〜交換しない？一晩だけ〜』のエンディングテーマとなっている。
初回盤A/B、通常盤の3形態で発売。初回盤A特典DVDには「想花」のMV、ジャケット撮影、「想花」「Rebirth Stage」MV撮影のメイキングドキュメントを収録。初回盤B特典DVDには「Rebirth Stage」のMV、特典映像「カルテで暴け！セキララ健康診断 & サイバークライミング対決！」を収録。通常盤には初回盤A/B未収録のカップリング曲2曲と各楽曲のインスト音源が収録される。さらに、通常盤にはファンクラブオリジナル特典付き仕様も存在し、外付け特典としてオリジナルKis-My-Ft2スリーブ、オリジナル映像収録DVD(ピクチャーレーベル)が付属する。また、初回盤A/B、通常盤（初回生産分）にはスペシャルMOVIEが視聴可能なシリアルコード、プレゼント応募券が封入される。
10月8日のドラマ『祈りのカルテ 研修医の謎解き診察記録』第1話放送終了後、表題曲のリリックビデオがYouTubeにて公開された。また同時に今作の特設サイト『Kis-My-Ft2 想花カルテ』が公開された。同サイトでは発売日まで、メンバーのコメントやエピソード、商品情報などがカルテ風のデザインに乗せて随時更新される。
11月3日にYouTubeにて表題曲のMVが公開された。同MVはCD発売前日の12月13日に自身最速となる1000万回再生を突破した。また、同曲は11月10日放送の読売テレビ・日本テレビ系音楽特番『ベストヒット歌謡祭2022』にてテレビ初披露された。
11月17日にYouTubeにて「Rebirth Stage」のMVが公開された。
発売日より「想花」がLINE MUSICにて配信された。また、千賀健永による「Rebirth Stage Original DANCE ver.」の映像も同時に配信された。さらに、12月19日にはリリースを記念してLINE MUSICにてスペシャル配信が行われた。

### 予約特典
- 3形態（初回盤A/B、通常盤）同時予約特典
  - オリジナルカレンダー
- 形態別先着予約・購入特典
  - 初回盤A：A5クリアファイル
  - 初回盤B：チェキ風カード
  - 通常盤：スマホデコレーションステッカー

### プレゼント
各形態のCDに封入されている応募券で応募可能。応募期間：12月13日 - 12月18日。
- キスマイがあなたのために選ぶ"花束"（70名）
- 「想花」メンバー手書きメッセージカード（700名）
- オリジナルロゴTシャツ（300名）
- 30thシングル「想花」発売記念!過去30枚のシングルジャケット缶バッジセット（30名）
- 30thシングル「想花」ジャケットデザインクリアファイル（300名）

## チャート成績
初週売上24.3万枚を記録し、2022年12月26日付のオリコン週間シングルランキングで首位を獲得。同チャートでの首位獲得は1stシングル「Everybody Go」から30作連続となり、「デビュー（1st）からのシングル連続1位獲得作品数」を歴代3位タイから単独3位に更新した。

## 収録内容

### CD
※「Tokyo-Kis」以降、通常盤のみ収録。
1. 想花 [4:15]
作詞：長沢知亜紀・永野小織・深谷天佑、作曲：長沢知亜紀・永野小織・深谷天佑・U-KIRIN、編曲：U-KIRIN
  - 玉森裕太主演 日本テレビ系土曜ドラマ『祈りのカルテ 研修医の謎解き診察記録』主題歌

切ない中にも壮大に広がっていくメロディーが印象的なミディアムバラードソング[14]。タイトルには「花が咲き、舞い散っても、大地に還った種がまた季節が巡れば咲き続けるように、いつもいつまでも大切な人の幸せを想っていこう」というメッセージが込められている[14]。
2. Rebirth Stage [2:58]
作詞：D&H、作曲：Albi Albertsson・Justin Reinstein・Jonas Mengler、編曲：Jonas Mengler・宇佐美宏
  - 千賀健永出演 テレビ東京系ドラマParavi『夫婦円満レシピ〜交換しない?一晩だけ〜』エンディングテーマ

英語詞をベースとしたアグレッシブでトガッたHIP HOPソング[14]。タイトルは"Rebirth"(新しく生まれ変わる)と"Reverse"(逆転)が掛け合わされている[14]。
振付は千賀が担当している[15]。
3. Tokyo-Kis [3:04]
作詞・作曲：ベリーグッドマン、編曲：HiDEX
4. You know what? [3:15]
作詞：Takuya Harada、作曲：Takuya Harada・Erik Lidbom・MLC、編曲：Erik Lidbom
5. 想花 -Instrumental-
6. Rebirth Stage -Instrumental-
7. Tokyo-Kis -Instrumental-
8. You know what? -Instrumental-

### DVD

#### 初回盤A
1. 「想花」Music Video
2. 「想花」Music Video & ジャケット撮影メイキングドキュメント
3. 「Rebirth Stage」Music Video撮影メイキングドキュメント

#### 初回盤B
1. 「Rebirth Stage」Music Video
2. カルテで暴け!セキララ健康診断 & サイバークライミング対決!

#### 通常盤〈ファンクラブ限定オリジナル特典付き〉
1. 「想花」Music Video member only edit
2. 「想花」1cut ver.

### シリアル動画
※初回盤A/B、通常盤（初回出荷分）のみ。1シリアルにつき1つの動画を選んで視聴可能。
- 「カルテで暴け!セキララ健康診断 & サイバークライミング対決!」未公開蔵出し映像
- 8月10日デビュー日 @福岡公演「未公開メイキング」映像
- Remix Medley (Kis-My-Ftに逢えるde Show 2022 in DOME / 8月11日 TOUR FINAL)
  - I Scream Night
  - Kiss魂
  - アイノビート -Dance ver.-
  - PICK IT UP
  - FIRE!!! - 北山宏光・藤ヶ谷太輔
  - Double Up - 二階堂高嗣・千賀健永
  - ConneXion - 藤ヶ谷太輔・千賀健永・横尾渉
  - てぃーてぃーてぃーてれって てれてぃてぃてぃ 〜だれのケツ〜 - 舞祭組
  - BE LOVE - 玉森裕太・宮田俊哉
  - AAO
  -  キ・ス・ウ・マ・イ 〜KISS YOUR MIND〜
  - I Scream Night
- Kis-My-Ftに逢えるde Show 2022 in DOME (8月11日 TOUR FINAL)
  - Break The Chains
  - #1 Girl
  - My Love
  - リボン

## 収録作品
| 楽曲タイトル   | 収録                 | 収録                                       |
| -------------- | -------------------- | ------------------------------------------ |
| 想花           | CDシングル           | 『想花』                                   |
| 想花           | ミュージック・ビデオ | 『想花』〈初回盤A〉                        |
| 想花           | CDアルバム           | 『Synopsis』〈×××××.POP UP STORE限定商品〉 |
| 想花           | ミュージック・ビデオ | 『Synopsis』〈×××××.POP UP STORE限定商品〉 |
| 想花           | ライブ映像           | 『For dear life』                          |
| Rebirth Stage  | CDシングル           | 『想花』                                   |
| Rebirth Stage  | ミュージック・ビデオ | 『想花』〈初回盤B〉                        |
| Rebirth Stage  | ライブ映像           | 『For dear life』                          |
| Tokyo-Kis      | CDシングル           | 『想花』〈通常盤〉                         |
| Tokyo-Kis      | ライブ映像           | 『For dear life』                          |
| You know what? | CDシングル           | 『想花』〈通常盤〉                         |
| You know what? | ライブ映像           | 『For dear life』                          |